# Althann Mihály János (1679–1722)
Gróf Althann Mihály János (Jaroslavice, Bohémiai királyság, 1679. október 8. – Bécs, 1722. március 26.), diplomata, aranygyapjas lovag, királyi tanácsos, csáktornyai nagybirtokos.

## Élete
Az előkelő birodalmi arisztokrata Althan család sarja. Apja Althann Michael Johann (1643–1722), anyja Maria Theresia von und zu Liechtenstein (1643–1712) hercegnő volt.
III. Károly magyar király 1719. május 25-én adományba adta gróf Althann Mihály Jánosnak a hatalmas csáktornyai birtokállományt, amely Muraközben feküdt. Zrínyi Miklós gróf kivégzése után, a muraközi birtokállománya a királyi kamara kezébe került, és két évtizeden keresztül több bérlője volt, amíg a király nem adomáznyota Althannnak. A birodalmi gróf azonban nem élvezte sokáig az adományt mivel 1722-ben hunyt el és ekkor a 12 éves kiskorú fia örökölte meg Csáktornyát; nagykorúságáig, 1733-ig, Batthyány Lajos gróf főispáni adminisztrátorként irányította Zala vármegyét.

## Házassága és gyermekei
Feleségül vette 1709. február 12-én Barcelonában Maria Anna Giuseppina Pignatelli (1689–1755) úrnőt. A házasságukból született:
- gróf Althann Mihály János (1710-1778), kamarás, Zala vármegye főispánja.
- gróf Althann Michael Karl Borromäus (1714–1745)
- gróf Althann Michael Anton Ignaz (1716–1774)
- gróf Althann Maria Theresia (1711–1759). Férje gróf Leopold Maximilian von Dietrichstein (1706–1780)
- gróf Althann Mária Anna Szidónia (1717–1790). Férje gróf erdődi Pálffy Miklós (1710–1773) országbíró.